# .root
.root byla speciální doména nejvyššího řádu. Vytvořila ji zřejmě společnost Verisign, která spravuje několik kořenových serverů systému internetových domén. Jejím účelem bylo ověřit při přenosu zónového souboru, že byl přenos úplný. Záznam byl z kořenové zóny odstraněn v roce 2010 v souvislosti s přechodem na DNSSEC.
Jediná položka v této zóně byla vrsn-end-of-zone-marker-dummy-record.root, obsahující jediný záznam typu TXT obsahující slovo „plenus“, což je latinský výraz pro „plný“ nebo „hotový“.
Existenci domény .root lze ověřit příkazem zadaným z příkazové řádky operačních systémů typu Unix:
dig vrsn-end-of-zone-marker-dummy-record.root. any @a.root-servers.net
Vzhledem k tomu, že doména již neexistuje, vrátí uvedený dotaz stavový kód NXDOMAIN, tedy neexistující doména.